# Хайнрих IV (Ортенбург)
Вижте пояснителната страница за други личности с името Хайнрих IV.
Хайнрих IV (на немски: Heinrich IV, † 8 април 1395) е граф на Ортенбург (1346 – 1395).

## Биография
Той е единственият син на граф Хайнрих III († 1345) и първата му съпруга Аделхайд († 1335), графиня на Шаунберг. След смъртта на баща му през 1345 г. той го последва като граф на Ортенбург.
Хайнрих IV има големи кофликти за наследството на съпругата му Агнес фон Халс.
На 8 април 1395 г. Хайнрих IV умира и е погребан в капелата Св. Сикстус в Пасау. След смъртта му собствеността на Дом Ортенбург се разделя на три линии.

## Фамилия
Той се жени за Агнес фон Халс, дъщеря на граф Алрам V фон Халс (IV) († 1331). Двамата имат децата:
- Еразмус
- Алрам I граф на Ортенбург, († пр. 1399), ∞ NN фон Хамерау, ∞ Барбара фон Ротау († 1388), ∞ Анна
- Хадвиг († 1394), ∞ Тезаурус I фон Фраунхофен
- Георг I граф на Нов-Ортенбург († 4 март 1422), ∞ Сигуна фон Бухберг
- Йохан I домхер на Пасау и папски каплан († 1396)
- Етцел I, граф на Ортенбург († 17 май 1446)